# Josef Jurkanin
Josef Jurkanin (5 marzo 1949) è un ex calciatore cecoslovacco, di ruolo attaccante.